# Krasice (gmina)

Gmina na tle zmieniającego się podziału administracyjnego powiatu częstochowskiego

Krasice (od 1868 Wancerzów) – dawna gmina wiejska istniejąca przejściowo w XIX wieku w guberni piotrkowskiej. Siedzibą władz gminy były Krasice.

## Historia
Gmina Krasice powstała 1 stycznia?/13 stycznia 1867 w związku z reformą gminną w Królestwie Polskiem. Należała do powiatu częstochowskiego w guberni piotrkowskiej
Gminę zniesiono 8 lutego?/20 lutego 1868, a z jej obszaru utworzono gminę Wancerzów.